# AS.34 Kormoran
Kormoran är en tysk sjömålsrobot som utvecklades av MBB med hjälp av Aérospatiale.

## Historia
År 1964 började MBB att projektera en ny sjömålsrobot för att möta en offertförfrågan från Tyska marinflyget (Marineflieger). Eftersom man inte hade någon erfarenhet på området sedan tidigare köpte man in rättigheterna till en sjömålsrobot baserad på AS.30 av Nord Aviation. Roboten förlängdes för att ge plats för en större motor, radarmålsökare och tröghetsnavigering. De första provskjutningarna ägde rum 1970 och den första serien om 350 robotar började levereras 1977.
År 1983 påbörjades ett moderniseringsprogram där roboten försågs med kraftigare sprängladdning, en förbättrad radar som var mindre känslig för radarstörning och bättre förmåga att välja mellan flera mål. Tester och provskjutningar gjordes 1986–1987 och leverans påbörjades 1991 av en andra serie som 190 robotar.
De korta tillverkningsserierna beror på att robotarna bara tilldelades Marinefliegergeschwader 1 i Jagel utanför Schleswig och Marinefliegergeschwader 2 i Eggebeck vid Flensburg.